# تانکر آب

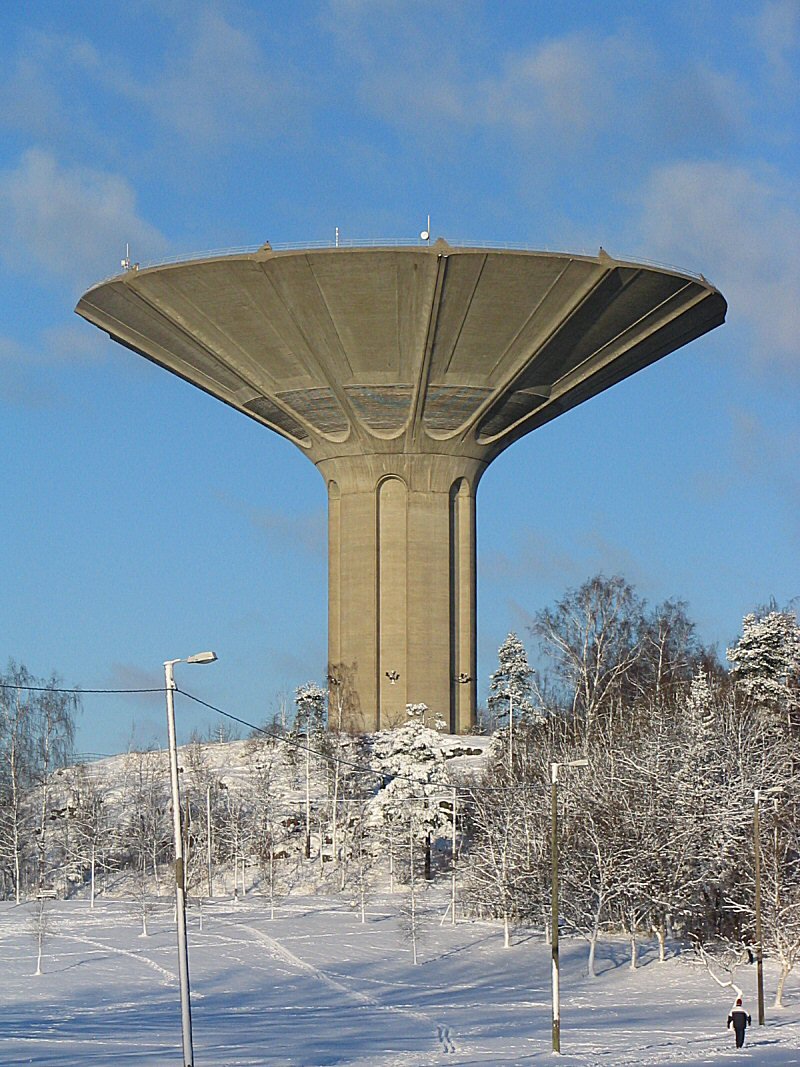
یک تانکر آب در هلسینکی، فنلاند

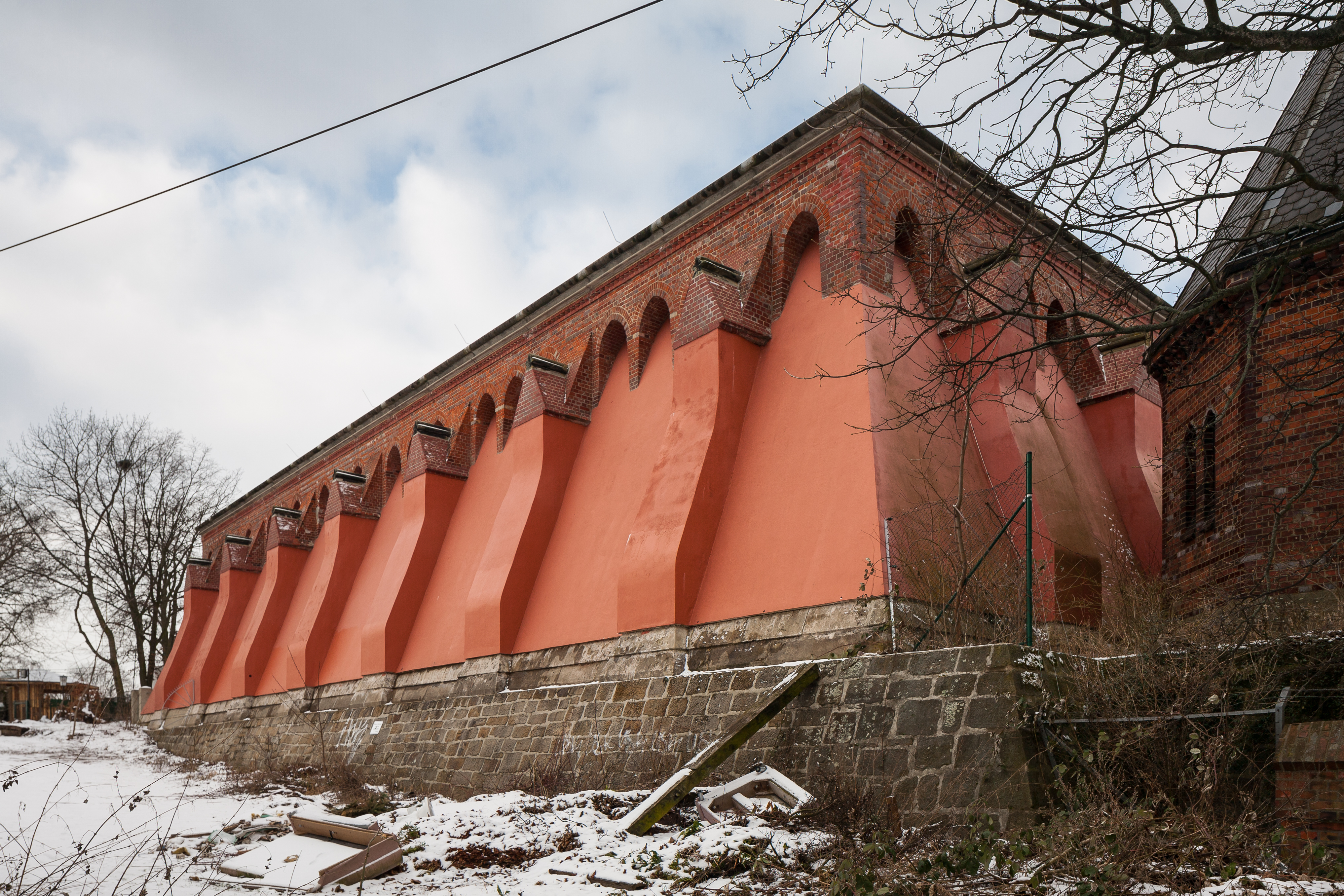
یک منبع آب قدیمی در هانوفر

تانکر آب یا مخزن آب (به انگلیسی: water tank) یک محفظه برای ذخیره‌سازی آب است. توجه و نیاز به یک منبع آب، جهت ذخیره‌سازی آب آشامیدنی، آبیاری کشاورزی، مهار آتش، دامپروری، تولید مواد شیمیایی، آماده‌سازی مواد غذایی و همچنین بسیاری از مصارف دیگر استفاده می‌شود. پارامترهای مخزن آب شامل طراحی کلی مخزن و انتخاب مصالح ساختمانی و روکش می‌باشد. مواد مختلفی برای ساخت تانکر آب استفاده می‌شود: پلاستیک (پلی‌اتیلن، پلی‌پروپیلن، پلی‌بوتیلن)، فایبرگلاس، بتن، سنگ، فولاد (جوش داده شده یا پیچ‌دار، کربن یا ضدزنگ). از گلدان‌های خاکی مانند ماتکی که در جنوب آسیا استفاده می‌شود نیز می‌توان برای ذخیره آب استفاده کرد. مخازن آب روشی کارآمد برای کمک به کشورهای در حال توسعه برای ذخیره آب تمیز است.
مخازن آب سازه‌ای فلزی متشکل از پایه‌هایی فلزی (۳ پایه، یا ۴ پایه یا ۶ پایه) با یک مخزن فولادی ضدزنگ بزرگ آب در بالای آن می‌باشد که برج آب نام دارد و جهت نگهداری از آب استفاده می‌شود. البته در ساخت این مخزن‌ها می‌توان از چوب یا پلاستیک نیز استفاده کرد. بعضی از این مخزن‌ها به سیستم آبرسانی شهری یا منطقه متصل بوده و از ۲ لوله برای ورود و خروج آب استفاده می‌کنند. این منبع‌های آب در مواقع اُفت فشار آب باز شده تا به وسیلهٔ نیروی گرانش زمین، آب را با سرعت پایین بکشد و کمبود فشار آب و همچنین کمبود آب را جبران کند.
البته بعضی از این منبع‌ها به سیستم آبرسانی شهری متصل نیستند و فقط جهت مصرف یک سازمان، یا یک شخص در محلی نصب شده‌اند.
همچنین در مواردی (مدل‌های قدیمی) این مخزن‌ها جریان ورودی نداشته و باید از بالای مخزن، پُر شود.
منابع آب هم می‌توانند به صورت مستقل و فقط با فلز ساخته شده باشند و هم می‌توان آن را در سازه‌ای بتنی که سازه فلزی داخل آن است قرار داد که در این صورت مانند یک برجک می‌باشد.
منبع‌های آب در مدل‌ها و اندازه‌های مختلفی در سراسر جهان قابل مشاهده است، مانند منبع آب هوایی (واقع در ارتفاع) و زمینی که می‌توان آن را بر بام یک خانه برای مصرف شخصی آن خانه گذاشت.
لایه و فوم موجود در مدل‌های فوم دار برخی از منبع‌های آب باعث سبکی مخزن و جلوگیری از هدر رفتن گرما از طریق دیواره و ثابت ماندن دمای مایعات داخل آن می‌گردد.

#### تانکر آب پلی اتیلن
تانکر آب پلی اتیلن همانطور که از نامش پیداست از پلی اتیلن تولید شده است و در حال حاضر یکی از متداولترین تانکر های تولید شده در ایران است. تانکر یا مخزن آب پلی اتیلن از نظر قیمت ازتانکر فلزی معمولاً ارزان تر است و در برابر خوردگی و زنگ زدگی  نیز مقاوم است اما در برابر ضربات شدید و یا پارگی نسبت به مخازن فلزی مقاومت کمتری دارد.

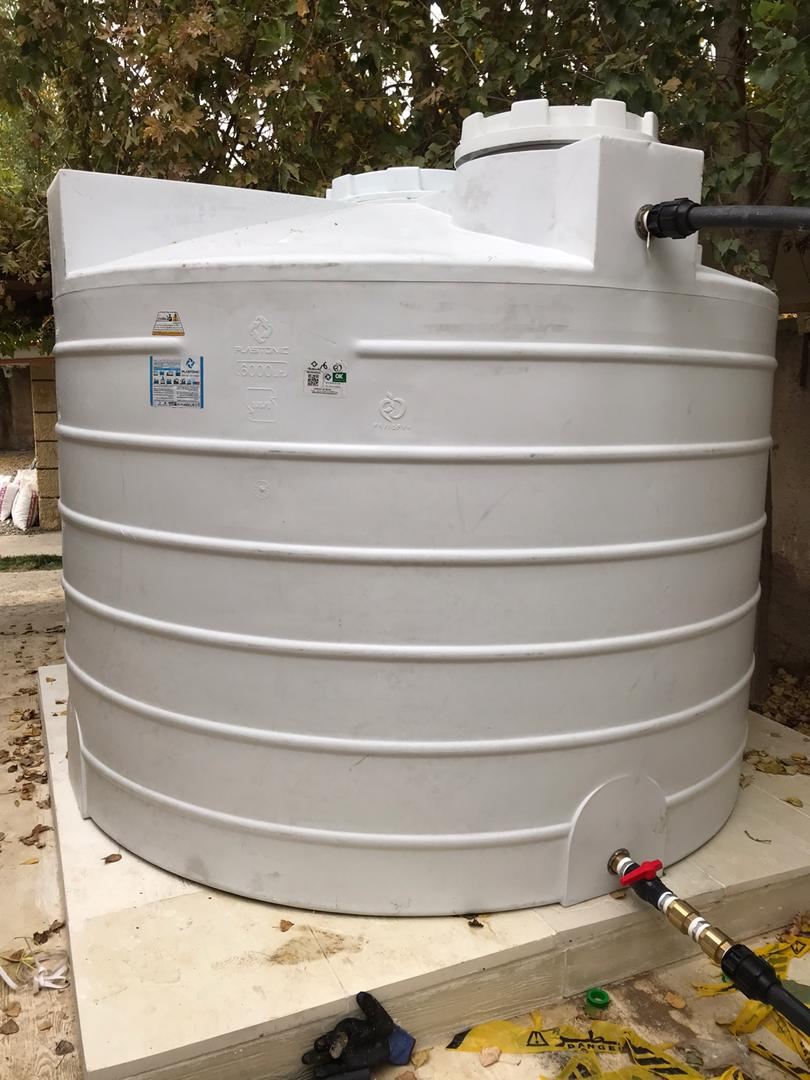
یک مخزن آب پلی اتیلن در تهران

مخزن آب پلی اتیلن در ایران عمدتاً با استفاده از روش قالب گیری دورانی تولید می شود و در مدل های تک لایه و سه لایه طراحی و ساخته می شوند. در مدل های سه لایه یک لایه مشکی رنگ با جلوگیری از ورود نور به داخل مخزن از رشد جلبک در داخل آب مخزن یا تانکر جلوگیری می نماید.

##### مراحل تولید مخزن پلی اتیلن
این فرایند، چهار مرحله اصلی را شامل می‌شود:

##### 1- پر کردن قالب Charging
در این مرحله از روند تولید تانکرآب پلی اتیلن، قالبی که از قبل به شکل محصول نهایی طراحی شده باز می‌شود و مقدار مشخصی از ماده پلیمری مورد نیاز به شکل پودر، در نیمه پایینی قالب ریخته خواهد شد.

##### 2- حرارت دهی Heating
در مرحله بعدی، قالب بسته شده و حول دو محور عمود بر هم، داخل کوره شروع به چرخیدن می‌کند. در واقع در این مرحله، حرارتی که به قالب مخزن آب پلی اتیلن داده می‌شود، باعث ذوب شدن پودر داخل قالب شده و سطح داخلی آن را به صورت یکنواخت پوشش می‌دهد.

##### 3- سرد کردن Cooling
برای سرد کردن ماده پلیمری، قالب وارد ایستگاه خنک‌کننده می‌شود. در این محفظه با استفاده از جریان هوا یا پاشش آب، پلیمر داخل قالب سرد شده و به ساخت منبع آب پلی اتیلنی نزدیک‌تر می‌شویم.

##### 4- تخلیه محصول Remolding
مرحله آخر از فرایند تولید تانکر آب پلاستیکی، به باز کردن نیمه قالب و خارج کردن محصول نهایی از آن اختصاص دارد. حالا، مخزن آب سه لایه ضد جلبک پلی اتیلنی ما آماده است.